# Gavin Finney
Gavin Finney (* 1963 in London, England) ist ein britischer Kameramann. Er ist Mitglied der British Society of Cinematographers.

## Leben und Karriere
Nach dem Besuch von Schulen in London und Highgate studierte Finney zunächst Film-Produktion am Manchester Polytechnic. Nach Abschluss seines Studiums an der National Film & Television School begann er seine Filmkarriere zunächst als Fotograf, wobei ihn einerseits Geschichte, Veränderungen im Stil und in der Technik von Filmstills interessierten, er sich andererseits mit den Unterschieden in der Verwendung konventioneller Stillkameras, den neusten Entwicklungen und deren Vor- und Nachteilen auseinandersetzte.
Ab 1994 wurde er als Kameramann für Spielfilme und ab 1999 vermehrt auch für Fernsehserien eingesetzt. So drehte er u. a. einzelnen Episoden von Forgotten (1999), Gormenghast (2000), Colditz – Flucht in die Freiheit (2005), The Color of Magic – Die Reise des Zauberers (2009), Terry Pratchett – Ab die Post (2010), Mr Selfridge, Sindbad, The Fear (alle 2012), The Guilty (2013), Unforgotten, Black Work (beide 2015) und The Secret Agent (2016).
Finney wurde im Lauf seiner Karriere für zahlreiche Filmpreise nominiert, bzw. mit Preisen ausgezeichnet. Für die 2013 produzierte Serie The Fear gewann er den British Academy Television Award für Best Photography and Lightning – Drama, den Award 2013 der British Society of Cinematographers für Best Cinematography in a Television-Drama und ebenfalls 2013 den Kamerapreis der Royal Television Society. 2015 gewann er für die von Kritik hochgelobte Serie Wölfe den Best Cinematography Award der British Society of Cinematographers.
Seit 1998 ist er Mitglied der British Society of Cinematographers, deren Präsident er von 2006 bis 2008 war.

## Filmografie (Auswahl)
- 1993: Bedlam (Beyond Bedlam)
- 1994: Ein nicht ganz alltäglicher Mann (A Man You Don’t Meet Every Day)
- 1995: Eine englische Ehefrau (The English Wife)
- 1996: Die Bildhauerin (The Sculptress, Fernsehvierteiler)
- 1998: Dad Savage
- 1998: Eine sehr englische Ehe (A Rather English Marriage)
- 1999: Flucht vor der Vergangenheit (Forgotten)
- 2000: Endless Sins
- 2003: Alex & Emma
- 2005: Colditz – Flucht in die Freiheit (Colditz, Fernsehzweiteiler)
- 2005: Mord im Pfarrhaus (Keeping Mum)
- 2005: Reicher Hund mit Herz (Bailey's Billion$)
- 2005: These Foolish Things
- 2006 Flying Scotsman – Allein zum Ziel (The Flying Scotsman)
- 2006: Hogfather – Schaurige Weihnachten (Terry Pratchett's Hogfather)
- 2007: Die Girls von St. Trinian (St. Trinian’s)
- 2008: The Color of Magic – Die Reise des Zauberers (The Color of Magic)
- 2009: Agatha Christie’s Marple (Fernsehserie, 1 Folge)
- 2010: Terry Pratchett – Ab die Post (Going Postal)
- 2012: Mr Selfridge (Fernsehserie, 2 Folgen)
- 2012: Sindbad (Fernsehserie, 4 Folgen)
- 2013: Agatha Christie’s Poirot –  Elefanten vergessen nicht (Fernsehserie, Folge: Elephants Can Remember)
- 2013: The Guilty (Fernsehdreiteiler)
- 2014: Der junge Inspektor Morse (Endeavour, Fernsehserie, 1 Folge)
- 2015: Wölfe (Wolf Hall, Fernsehsechsteiler)
- 2017: The Miniaturist – Die Magie der kleinen Dinge (The Miniaturist, Fernsehdreiteiler)
- seit 2019: Good Omens (Fernsehserie)
- 2019: Four Weddings and a Funeral (Fernsehserie, 12 Folgen)
- 2020: Barkskins – Aus hartem Holz (Barkskins, Fernsehserie, 3 Folgen)
- 2024: My Lady Jane (Fernsehserie)